# Livestation
Livestation是采用P2P技术的网络电视和广播平台，可在不同的操作系统上运行。Livestation最初由Skinkers公司开发，目前由Livestation公司管理。该软件可以免费下载，部分高清频道需要付费收看。
Livestation服务目前在中国大陆地区被防火长城封锁。